# 蒂安區
蒂安區（法語：Arrondissement de Thuin）是比利时瓦隆大区埃諾省的一个区。該區轄有11個市鎮，面積780.08平方公里，2020年人口為91,716人。

## 市鎮
蒂安区下辖以下市鎮：

### 2019年起
| - 昂代吕（Anderlues） - 博蒙（Beaumont） - 希迈（Chimay） - 埃尔克利讷（Erquelinnes） - 弗鲁瓦沙佩勒（Froidchapelle） - 厄尔河畔阿姆-纳利讷（Ham-sur-Heure-Nalinnes） | - 洛布（Lobbes） - 梅尔布堡（Merbes-le-Château） - 莫米尼（Momignies） - 锡夫里-朗斯（Sivry-Rance） - 蒂安（Thuin） |

### 2019年之前
| - 昂代吕（Anderlues） - 博蒙（Beaumont） - 班什（Binche）- - 希迈（Chimay） - 埃尔克利讷（Erquelinnes） - 埃斯蒂讷（Estinnes）- - 弗鲁瓦沙佩勒（Froidchapelle） | - 厄尔河畔阿姆-纳利讷（Ham-sur-Heure-Nalinnes） - 洛布（Lobbes） - 梅尔布堡（Merbes-le-Château） - 莫米尼（Momignies） - 莫尔朗韦（Morlanwelz）- - 锡夫里-朗斯（Sivry-Rance） - 蒂安（Thuin） |

班什、埃斯蒂讷和莫尔朗韦于2019年1月1日从该区划出并与原蘇瓦尼區市镇拉卢维耶尔组建拉卢维耶尔区。